# Börje Jansson
Börje Jansson (Örebro, 10 novembre 1942) è un pilota motociclistico svedese ritiratosi dall'attività agonistica.

## Carriera
Le sue prime presenze nelle classifiche del motomondiale risalgono alla stagione 1969 in cui ottenne il suo primo podio, nella classe 250, al primo GP dell'anno.
Il suo nome è particolarmente legato a due case motociclistiche, la tedesca Maico per cui ottenne la prima vittoria in assoluto nel Mondiale Velocità in occasione del Gran Premio motociclistico della Germania Est 1972 in classe 125 e la spagnola Derbi per cui ottenne la prima ed unica vittoria di classe nelle 250 (centrando il clamoroso successo su appena due corse in tutto con questa moto, mentre il plurititolato iberico Angel Nieto non ci riuscì mai) in occasione del Gran Premio motociclistico d'Austria 1972; quest'ultimo fu anche il primo dei 4 successi ottenuti dal pilota in carriera.
Nel motomondiale 1973 fu coinvolto anch'egli nell'incidente avvenuto al GP d'Italia che portò alla morte di Jarno Saarinen e Renzo Pasolini, cavandosela però con un'incrinatura del bacino e rientrando alle gare a Spa in occasione del GP del Belgio. Nella stessa annata, in occasione però del GP d'Olanda ad Assen, fu protagonista di un episodio a torto ritenuto particolare: alcuni giornalisti pensarono che, in testa alla corsa, egli si fermasse ai box per avere informazioni sul suo connazionale Kent Andersson caduto in gara, perdendo così le possibilità di vittoria e giungendo al termine solo in 12ª posizione: in realtà, Borje stesso smentì decisamente questa supposta interpretazione dell'episodio, dichiarando di essersi brevissimamente fermato solo a causa di un improvviso calo di rendimento della sua moto.

## Risultati nel motomondiale

### Classe 50
| 1972 | Classe | Moto    |   |    |    |   |    |   |   |   |   |    |   |    |   | Punti | Pos. |
| ---- | ------ | ------- | - | -- | -- | - | -- | - | - | - | - | -- | - | -- | - | ----- | ---- |
| 1972 | 50     | Jamathi | 3 | NE | NE | - | NE | - | - | - | - | NE | - | NE | - | 10    | 12º  |

| Legenda | 1º posto        | 2º posto            | 3º posto            | A punti      | Senza punti        | Grassetto – Pole position Corsivo – Giro più veloce |
| Legenda | Gara non valida | Non qual./Non part. | Ritirato/Non class. | Squalificato | '-' Dato non disp. | Grassetto – Pole position Corsivo – Giro più veloce |

### Classe 125
| 1969 | Classe | Moto  |     |   |   |  |   |   |   |   |   |    |   |   |  | Punti | Pos. |
| ---- | ------ | ----- | --- | - | - |  | - | - | - | - | - | -- | - | - |  | ----- | ---- |
| 1969 | 125    | Maico | Rit | 9 | - |  | - | - | 9 | - | - | NE | - | - |  | 4     | 40º  |

| 1970 | Classe | Moto  |   |   |   |   |   |   |   |   |   |    |   |   |  | Punti   | Pos. |
| ---- | ------ | ----- | - | - | - | - | - | - | - | - | - | -- | - | - |  | ------- | ---- |
| 1970 | 125    | Maico | - | 2 | 4 | 2 | 6 | 3 | 3 | 5 | - | NE | - | 3 |  | 62 (73) | 3º   |

| 1971 | Classe | Moto  |   |   |   |   |     |   |   |   |     |    |   |     |  | Punti | Pos. |
| ---- | ------ | ----- | - | - | - | - | --- | - | - | - | --- | -- | - | --- |  | ----- | ---- |
| 1971 | 125    | Maico | - | - | 2 | 3 | Rit | 3 | 2 | 2 | Rit | NE | 4 | Rit |  | 64    | 3º   |

| 1972 | Classe | Moto  |   |   |   |   |  |  |   |   |   |   |   |     |   | Punti    | Pos. |
| ---- | ------ | ----- | - | - | - | - |  |  | - | - | - | - | - | --- | - | -------- | ---- |
| 1972 | 125    | Maico | 3 | 3 | 4 | 4 |  |  | 2 | 4 | 1 | 1 | 4 | Rit | 5 | 78 (100) | 4º   |

| 1973 | Classe | Moto  |   |   |   |     |  |   |    |   |   |   |   |   |  | Punti | Pos. |
| ---- | ------ | ----- | - | - | - | --- |  | - | -- | - | - | - | - | - |  | ----- | ---- |
| 1973 | 125    | Maico | 2 | 2 | 6 | Rit |  | - | 12 | - | - | 1 | 3 | 3 |  | 64    | 4º   |

| Legenda | 1º posto        | 2º posto            | 3º posto            | A punti      | Senza punti        | Grassetto – Pole position Corsivo – Giro più veloce |
| Legenda | Gara non valida | Non qual./Non part. | Ritirato/Non class. | Squalificato | '-' Dato non disp. | Grassetto – Pole position Corsivo – Giro più veloce |

### Classe 250
| 1969 | Classe | Moto            |   |   |    |  |   |   |   |   |   |   |   |   |  | Punti | Pos. |
| ---- | ------ | --------------- | - | - | -- |  | - | - | - | - | - | - | - | - |  | ----- | ---- |
| 1969 | 250    | Kawasaki-Yamaha | 3 | - | 10 |  | 8 | - | 6 | - | 3 | - | 4 | 4 |  | 45    | 5º   |

| 1970 | Classe | Moto   |   |     |   |   |   |   |   |   |   |   |   |    |  | Punti | Pos. |
| ---- | ------ | ------ | - | --- | - | - | - | - | - | - | - | - | - | -- |  | ----- | ---- |
| 1970 | 250    | Yamaha | - | Rit | 5 | 8 | 7 | 3 | 9 | - | 4 | - | - | 10 |  | 34    | 5º   |

| 1971 | Classe | Moto     |   |   |   |    |    |   |   |   |   |   |    |   |  | Punti | Pos. |
| ---- | ------ | -------- | - | - | - | -- | -- | - | - | - | - | - | -- | - |  | ----- | ---- |
| 1971 | 250    | Yamasaki | - | - | 9 | 15 | 11 | - | - | 8 | 8 | - | 10 | - |  | 9     | 21º  |

| 1972 | Classe | Moto           |   |    |   |     |  |   |    |   |   |   |    |   |   | Punti | Pos. |
| ---- | ------ | -------------- | - | -- | - | --- |  | - | -- | - | - | - | -- | - | - | ----- | ---- |
| 1972 | 250    | Derbi e Yamaha | - | 10 | 1 | Rit |  | - | 13 | 6 | - | 6 | 10 | 5 | 8 | 36    | 8º   |

| 1973 | Classe | Moto   |    |   |   |    |   |   |   |   |   |   |     |   |  | Punti | Pos. |
| ---- | ------ | ------ | -- | - | - | -- | - | - | - | - | - | - | --- | - |  | ----- | ---- |
| 1973 | 250    | Yamaha | 12 | 8 | 5 | AN | - | - | - | - | - | 8 | Rit | - |  | 12    | 18º  |

| Legenda | 1º posto        | 2º posto            | 3º posto            | A punti      | Senza punti        | Grassetto – Pole position Corsivo – Giro più veloce |
| Legenda | Gara non valida | Non qual./Non part. | Ritirato/Non class. | Squalificato | '-' Dato non disp. | Grassetto – Pole position Corsivo – Giro più veloce |